# Făgetul Secular Humosu
Făgetul Secular Humosu este o arie naturală protejată de interes național ce corespunde categoriei a IV-a IUCN (rezervație naturală de tip forestier) situată pe teritoriul județul Botosani la limita dintre judetele Botosani si Iasi.

## Localizare
Aria naturală cu o suprafață de 73,30 hectare se află în extremitatea nord-estică a județului Botosani (la limita sudica a acestuia cu județul Iași), în Podișul Moldovei, la poalele Dealului Mare-Tudora, în vecinătatea sud-estică a rezervației naturale Pădurea Tudora.

## Descriere
Rezervația naturală a fost declarată arie protejată prin Legea Nr.5 din 6 martie 2000 (privind aprobarea Planului de amenajare a teritoriului național - Secțiunea a III-a - zone protejate) și reprezintă o zonă colinară împădurită cu specii arboricole  de fag (Fagus sylvatica), cu vârste de peste 150 de ani și înălțimi de peste 30 de m.